# Sokkenstopper

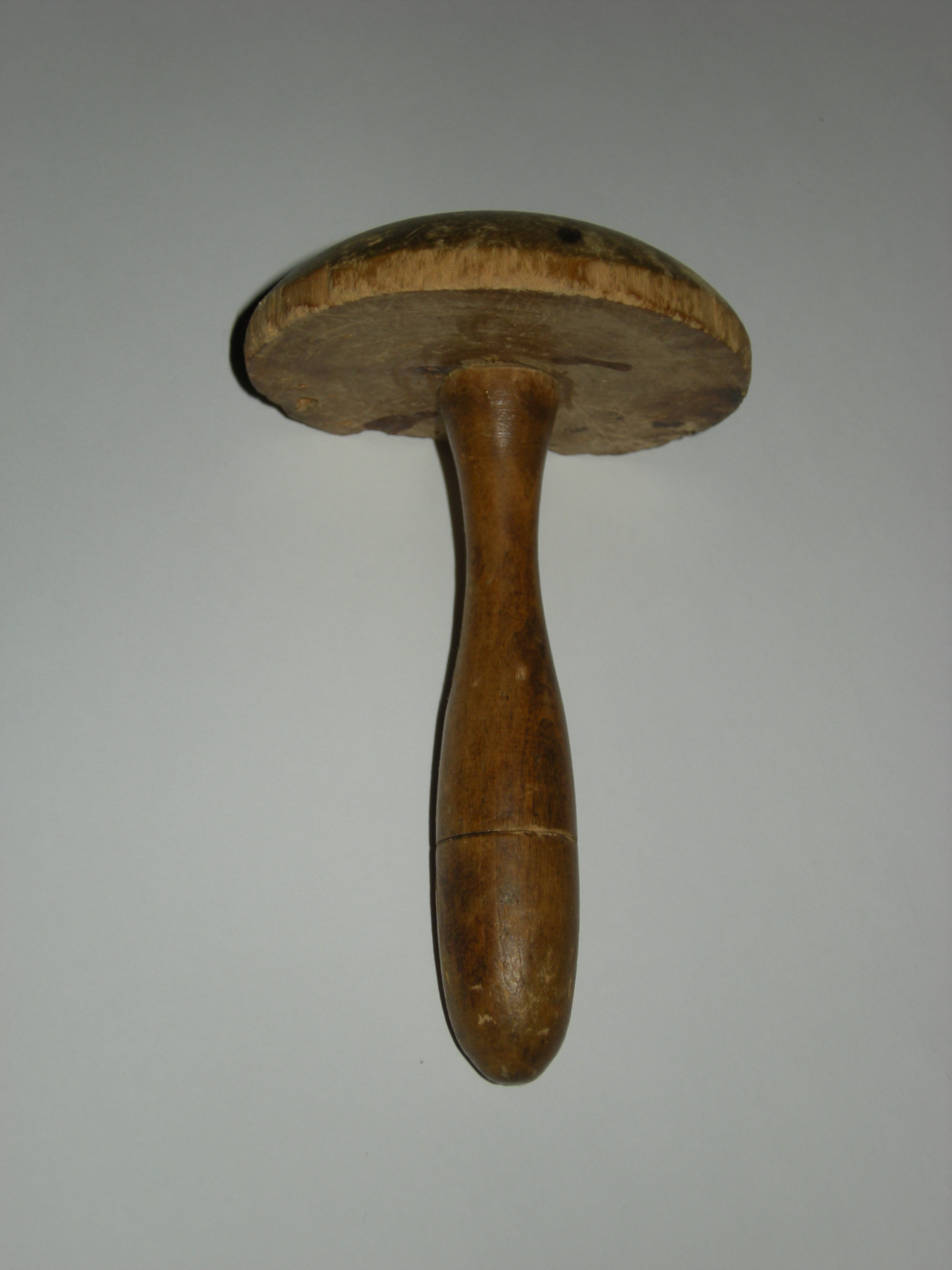
Een sokkenstopper

Een sokkenstopper is een stuk gereedschap dat gebruikt wordt om gaten in sokken of andere breiwerken te stoppen.
Een sokkenstopper is een paddenstoelvormig voorwerp waarover een sok (of een ander te stoppen voorwerp) kan worden gespannen. Vroeger werden ze uit hout gemaakt maar nu zijn ze meestal gemaakt van kunststoffen  of steen.
Doordat men momenteel eerder sokken weggooit en nieuwe koopt dan dat men een kapotte sok stopt, is dit hulpmiddel in onbruik geraakt.

## Gebruik
De sokkenstopper wordt in de sok gestoken met de bol onder het te stoppen gaatje. Zo wordt de stof glad gehouden en trekt het gat niet samen. Daarna wordt er met een gewone naald en wol gestopt tot het gaatje niet meer te zien is. De sokkenstopper voorkomt ook dat men met de naald in de handen prikt.